# Pseudarista spiosalis
Pseudarista spiosalis är en fjärilsart som beskrevs av Walker 1858. Pseudarista spiosalis ingår i släktet Pseudarista och familjen nattflyn. Inga underarter finns listade i Catalogue of Life.